# Órbita de inserção
Órbita de inserção é uma manobra realizada por uma espaçonave inter-planetária, para permitir que esta seja capturada pela órbita de um planeta, ou outro astro, tal como a lua. A espaçonave se aproxima do planeta à uma velocidade maior do que a velocidade de escape dele. Ela deve então reduzir sua velocidade para que fique menor que a velocidade de escape do planeta. Isso normalmente é alcançado com o uso de uma descarga de combustível em queima do foguete. A redução de velocidade permite que a espaçonave adentre na órbita do planeta. Um aerofreio também pode ser usado para diminuir a espaçonave, nos casos em que o planeta em questão possui atmosfera.